# 塞克斯頓 (愛荷華州)
塞克斯頓（英語：Sexton）是位於美國愛荷華州科蘇特縣的一個人口普查指定地區。

## 人口
根據2010年美國人口普查的數據，塞克斯頓的面積為2.43平方千米，當中陸地面積為2.43平方千米，而水域面積為0.00平方千米。當地共有人口37人，而人口密度為每平方千米15.23人。